# Gasteracantha irradiata
Gasteracantha irradiata är en spindelart som först beskrevs av Charles Athanase Walckenaer 1842.  Gasteracantha irradiata ingår i släktet Gasteracantha och familjen hjulspindlar. Inga underarter finns listade i Catalogue of Life.